# Nótis Bótsaris
Panayiótis « Nótis » Bótsaris (grec moderne : Παναγιώτης «Νότης» Μπότσαρης) né en 1756 dans le massif du Souli et mort à Naupacte en 1841 était un militaire grec combattant lors de la guerre d'indépendance grecque.